# Петровское сельское поселение (Омский район)
Петровское се́льское поселе́ние — муниципальное образование в Омском районе Омской области Российской Федерации.
Административный центр — село Петровка.

## История
Статус и границы сельского поселения установлены Законом Омской области от 30 июля 2004 года № 548-ОЗ «О границах и статусе муниципальных образований Омской области»

## Население
| 2006  | 2010  | 2011  | 2012  | 2013  | 2014  | 2015  |
| ----- | ----- | ----- | ----- | ----- | ----- | ----- |
| 3256  | ↘2938 | ↗2944 | ↘2935 | →2935 | ↘2902 | ↘2901 |
| 2016  | 2017  | 2018  | 2019  | 2020  | 2021  | 2023  |
| ↘2858 | ↘2794 | ↘2757 | ↘2723 | ↘2684 | ↘2662 | ↘2580 |

## Состав сельского поселения
| № | Населённый пункт | Тип населённого пункта       | Население |
| - | ---------------- | ---------------------------- | --------- |
| 1 | Бородинка        | деревня                      | ↘385      |
| 2 | Девятериковка    | деревня                      | ↘287      |
| 3 | Калиновка        | деревня                      | ↘231      |
| 4 | Королевка        | деревня                      | ↘149      |
| 5 | Петровка         | село, административный центр | ↘1544     |
| 6 | Трусовка         | деревня                      | ↘142      |
| 7 | Халдеевка        | деревня                      | ↘200      |